# Regolo (costellazione)
Il Regolo (in latino Norma, abbreviata in Nor) è una delle 88 costellazioni moderne. Si tratta di una piccola costellazione dell'emisfero meridionale, situata nei pressi dello Scorpione, che comprende al suo interno parte della Via Lattea.

## Caratteristiche

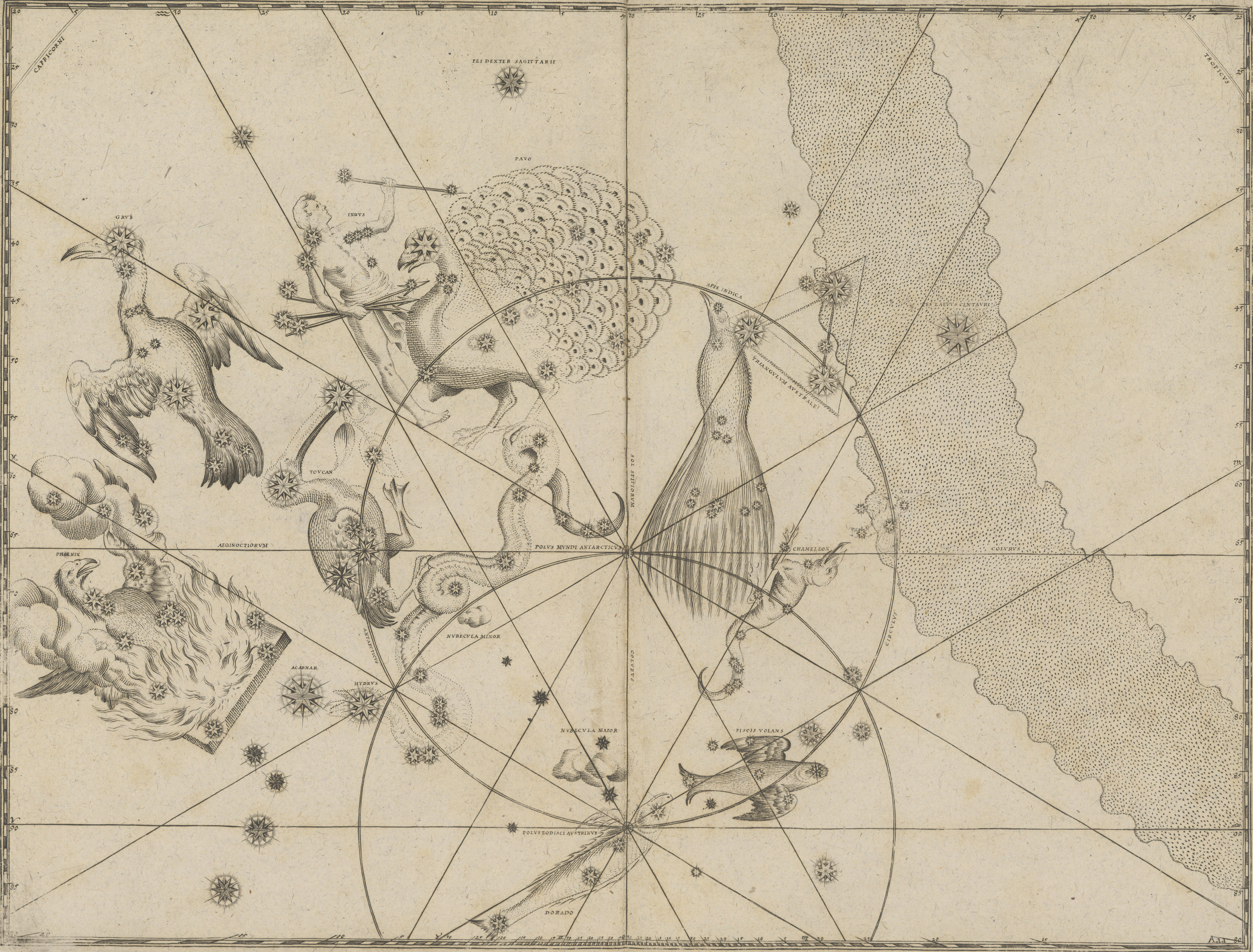
L'Uranometria di Bayer; il Regolo occupa la parte a nord del Triangolo Australe. A riprova della sua recente creazione, in quell'atlante non è rappresentata.

La costellazione è individuabile, per altro non senza una certa difficoltà, a sud-sudovest dello Scorpione, stretta fra le brillanti costellazioni del Lupo, ad ovest, e dell'Altare, ad est; occupa per intero una regione galattica priva di oggetti luminosi, e in cui le stelle, deboli, quasi spariscono nel chiarore della Via Lattea australe, che qui è interessata da una grande nube stellare molto simile a quella visibile nello Scudo, e posta quasi specularmente ad essa rispetto al centro galattico.
Il Regolo non possiede una stella α, né una β (sono, rispettivamente, le attuali H e N Scorpii), mentre la sua stella più brillante, la γ2 Normae, è solo di quarta magnitudine apparente; gli astri più luminosi si concentrano nella parte settentrionale della costellazione, a ridosso del bordo della nube stellare. I mesi ideali per la sua osservazione nel cielo serale sono quelli compresi fra aprile e agosto, alle basse latitudini temperate boreali o nella fascia tropicale, mentre dall'emisfero sud questa fascia si allarga. Alle latitudini medie mediterranee è visibile soltanto per metà.

### Stelle principali
- γ2 Normae, la più brillante, è una stella gigante gialla di magnitudine 4,01, distante 127 anni luce.
- ε Normae è una stella blu di magnitudine 4,46, distante 400 anni luce.
- ι1 Normae è una stella bianca di magnitudine 4,63, distante 140 anni luce.

### Stelle doppie
Le stelle doppie visibili nel Regolo sono in generale di difficile separazione.
- Fra i gruppi ottici, il più facile è quello costituito da γ1-2 Normae, formato da due stelle di quarta e quinta magnitudine ed entrambe giallastre; a questa si aggiunge una terza stella di quinta a breve distanza.
- Fra le coppie strette la più semplice è costituita dalla ε Normae, formata da una stella di quarta e una di settima grandezza, entrambe azzurre, separate da circa 23".

| Principali stelle doppie |                                          |                                          |             |             |                                 |           |
| Nome                     | Coordinate equatoriali all'epoca J2000.0 | Coordinate equatoriali all'epoca J2000.0 | Magnitudine | Magnitudine | Separazione (in secondi d'arco) | Colore    |
| Nome                     | AR                                       | Dec                                      | A           | B           | Separazione (in secondi d'arco) | Colore    |
| ι1 Normae                | 16h 03m 32s                              | -57° 46′ 30″                             | 4,6         | 7,5         | 10,8                            | b + b     |
| ε Normae                 | 16h 27m 11s                              | +47° 33′ 17″                             | 4,47        | 7,46        | 22,8                            | azz + azz |

### Stelle variabili
Nella costellazione, grazie ai ricchi campi stellari che contiene, è noto un gran numero di stelle variabili, alcune delle quali apprezzabili anche con un binocolo.
Fra le Mireidi la più appariscente è la T Normae, che quando è al massimo è al limite della visibilità ad occhio nudo, mentre in fase di minimo è di tredicesima magnitudine; il suo ciclo ha una durata di 240 giorni. Anche la R Normae è facile da individuare in fase di massima, essendo di sesta grandezza.
Alcune delle Cefeidi classiche sono osservabili con facilità, in particolare la S Normae, che in fase di massima è visibile ad occhio nudo in una notte limpida, essendo di magnitudine 6,1; il suo periodo di variazione è di quasi 10 giorni.
Una variabile irregolare è la QU Normae, di quinta magnitudine, ma le cui variazioni sono molto limitate e quindi difficilmente apprezzabili; si sospetta inoltre che la μ Normae possa essere una variabile Alfa Cygni.
| Principali stelle variabili |                                          |                                          |             |             |                  |                                |
| Nome                        | Coordinate equatoriali all'epoca J2000.0 | Coordinate equatoriali all'epoca J2000.0 | Magnitudine | Magnitudine | Periodo (giorni) | Tipo                           |
| Nome                        | AR                                       | Dec                                      | Max.        | Min.        | Periodo (giorni) | Tipo                           |
| R Normae                    | 15h 35m 57s                              | -49° 30′ 29″                             | 6,5         | 13,9        | 507,50           | Mireide                        |
| S Normae                    | 16h 18m 52s                              | -57° 53′ 59″                             | 6,12        | 6,77        | 9,7541           | Cefeide                        |
| T Normae                    | 15h 44m 04s                              | -54° 59′ 13″                             | 6,2         | 13,6        | 240,7            | Mireide                        |
| U Normae                    | 15h 42m 21s                              | -55° 18′ 43″                             | 8,63        | 9,83        | 12,644           | Cefeide                        |
| OZ Normae                   | 16h 28m 50s                              | -44° 48′ 45″                             | 7,5         | 7,67        | -                | Irregolare                     |
| QU Normae                   | 16h 29m 42s                              | -46° 14′ 36″                             | 5,29        | 5,41        | -                | Irregolare                     |
| μ Normae                    | 16h 34m 05s                              | -44° 02′ 43″                             | 4,87        | 4,98        | -                | Irregolare (variabile α Cygni) |

## Oggetti del profondo cielo

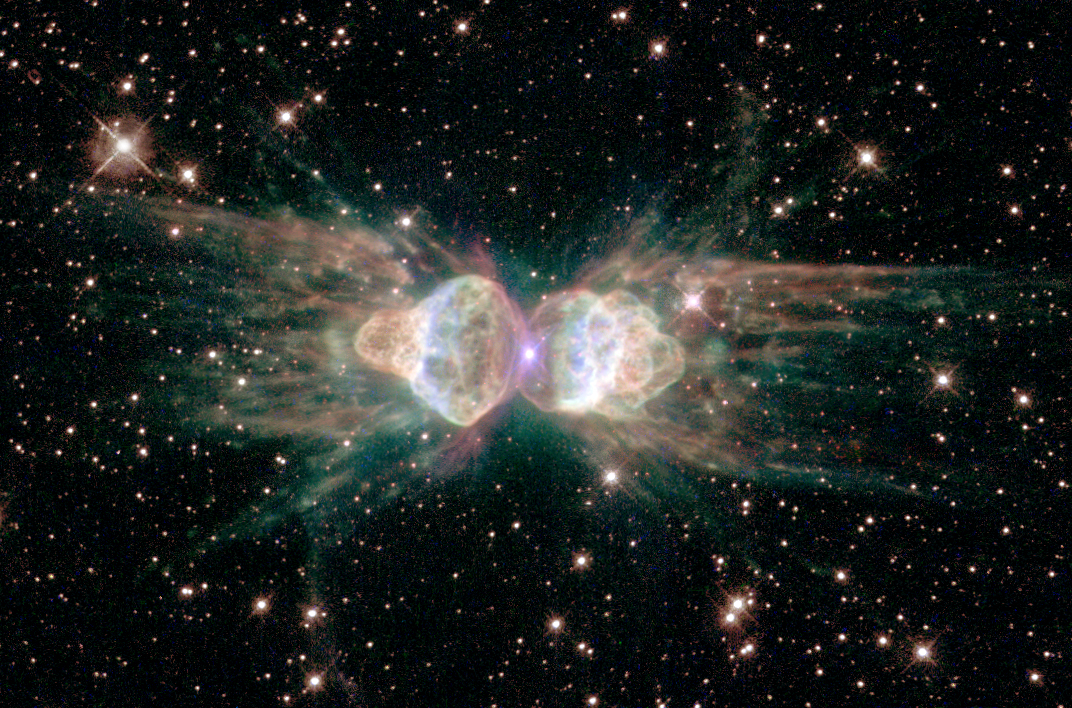
La Nebulosa Formica, una particolare nebulosa planetaria molto studiata.

Grazie alla sua posizione sulla Via Lattea in un suo tratto ricco di campi stellari notevoli, questa costellazione contiene molti oggetti del profondo cielo, in particolare ammassi aperti.
Fra questi, il più brillante è NGC 6087, nella parte sud-orientale del Regolo, che contiene al suo interno la stella variabile S Normae; pochi gradi più a nord si trova la nube stellare più brillante di questo tratto galattico, considerabile come la controparte più meridionale della famosa Nube stellare dello Scudo, nella costellazione omonima; qui è possibile individuare un notevole numero di ammassi aperti, primo fra tutti NGC 6067. Sul confine con l'Altare si distingue invece NGC 6152, poco appariscente e immerso in un campo stellare molto ricco. È presente un gran numero di altri ammassi aperti, tutti di non facile osservazione.
Anche le nebulose planetarie nel Regolo sono abbondantissime, ma sono tutte deboli; fra queste spicca la celebre Nebulosa Formica, molto debole ma molto ben studiata a causa delle sue dinamiche interne.
| Principali oggetti non stellari |                                          |                                          |                   |             |                                        |              |
| Nome                            | Coordinate equatoriali all'epoca J2000.0 | Coordinate equatoriali all'epoca J2000.0 | Tipo              | Magnitudine | Dimensioni apparenti (in primi d'arco) | Nome proprio |
| Nome                            | AR                                       | Dec                                      | Tipo              | Magnitudine | Dimensioni apparenti (in primi d'arco) | Nome proprio |
| NGC 5946                        | 15h 35m 28s                              | -50° 39′ :                               | Ammasso globulare | 9,6         | 7,1                                    |              |
| Cr 292                          | 15h 49m 51s                              | -57° 37′ :                               | Ammasso aperto    | 7,9         | 15                                     |              |
| NGC 6067                        | 16h 13m 12s                              | -54° 13′ :                               | Ammasso aperto    | 5,6         | 12                                     |              |
| NGC 6087                        | 16h 18m 48s                              | -57° 56′ :                               | Ammasso aperto    | 5,4         | 12                                     |              |
| Cr 299                          | 16h 19m 56s                              | -54° 59′ :                               | Ammasso aperto    | 6,9         | 29                                     |              |
| NGC 6152                        | 16h 32m 42s                              | -52° 38′ :                               | Ammasso aperto    | 8,1         | 25                                     |              |

## Sistemi planetari
Nella costellazione sono noti alcuni sistemi planetari; in tutti i casi i sistemi presentano un solo pianeta noto, probabilmente un gigante gassoso. In HD 330075 il pianeta è un gioviano caldo, mentre nei restanti casi l'orbita è superiore a 1 UA.
| Sistemi planetari |                                          |                                          |             |                |                              |
| Nome del sistema  | Coordinate equatoriali all'epoca J2000.0 | Coordinate equatoriali all'epoca J2000.0 | Magnitudine | Tipo di stella | Numero di pianeti confermati |
| Nome del sistema  | AR                                       | Dec                                      | Magnitudine | Tipo di stella | Numero di pianeti confermati |
| HD 330075         | 15h 49m 38s                              | -49° 57′ 49″                             | 9,36        | Nana gialla    | 1 (b)                        |
| HD 142415         | 15h 57m 41s                              | -60° 12′ 00″                             | 7,34        | Nana gialla    | 1 (b)                        |
| HD 143361         | 16h 01m 50s                              | -44° 26′ 04″                             | 9,16        | Nana gialla    | 1 (b)                        |
| HD 148156         | 16h 28m 17s                              | -46° 19′ 03″                             | 7,71        | Nana gialla    | 1 (b)                        |

## Storia
Questa costellazione fu definita da Nicolas Louis de Lacaille durante la sua permanenza al Capo di Buona Speranza dal 1751 al 1752. La chiamò originariamente "la Livella e il Regolo", gli strumenti del carpentiere. È stata anche chiamata il "Triangolo del Sud" (senza alcuna relazione con il Triangolo Australe).